# Sandra Benčić

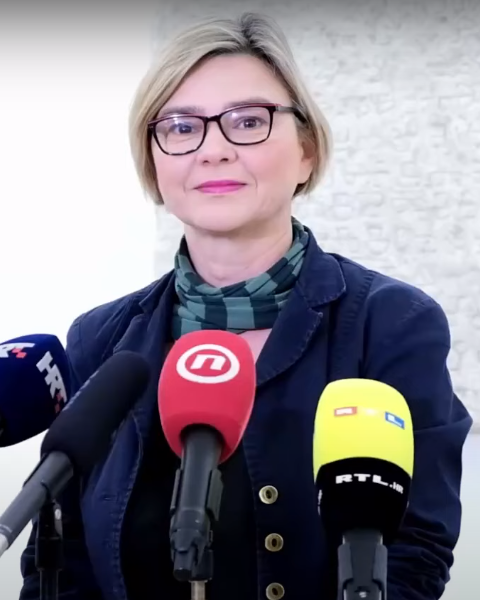
Sandra Benčić 2022

Sandra Benčić (* 28. Januar 1978 in Zabok) ist eine kroatische Bürgerrechtlerin und Politikerin (Možemo!).

## Leben
Sandra Benčić studierte Rechtswissenschaft an der Universität Zagreb.
Sie engagiert sich bei der Bürgerrechtsbewegung Centar za mirovne studije (CMS, Zentrum für Friedensstudien). 2012 wurde sie vom Menschenrechtsausschuss des Kroatischen Parlaments zum Mitglied der Beschwerdekommission im Innenministerium ernannt, bei der sich Bürger über das Fehlverhalten von Polizisten beschweren können. In der Zeit von November 2006 bis Januar 2007 war Benčić vom kroatischen Geheimdienst SOA bespitzelt worden. Das Verfassungsgericht der Republik Kroatien stellte 2014 fest, dass dies illegal war. Daraufhin wurde ihr 2016 von einem Zagreber Gericht eine Entschädigung zugesprochen.
Sandra Benčić ist Unterzeichnerin der 2017 veröffentlichten Deklaration zur gemeinsamen Sprache der Kroaten, Serben, Bosniaken und Montenegriner.
Bei der Parlamentswahl 2020, bei der Možemo! im Rahmen des Parteienbündnisses Zeleno–lijeva koalicija (Grün-linke Koalition) antrat, wurde Benčić zur Sabor-Abgeordneten gewählt. Sie ist dort Vorsitzende des Umweltausschusses.